# Eremoblastus
Eremoblastus es un género monotípico de fanerógamas perteneciente a la familia Brassicaceae.  Su única especie: Eremoblastus caspicus es originaria del Caspio.

## Taxonomía
Eremoblastus caspicus fue descrita por  Victor Petrovič Botschantzev y publicado en Botaničnyj Žurnal 65: 425. 1980.